# (3567) Alvema
(3567) Alvema es un asteroide perteneciente al cinturón de asteroides, descubierto el 15 de noviembre de 1930 por Eugène Joseph Delporte desde el Real Observatorio de Bélgica, Uccle.

## Designación y nombre
Designado provisionalmente como 1930 VD. Fue nombrado Alvema en homenaje a "Aline de Middelaer", "Véronique" y "Martine Warck" tres biznietas del descubridor haciendo una composición con sus iniciales.